# ويليام أ. كرافين
ويليام أ. كرافين هو سياسي أمريكي، ولد في 1921، وتوفي في 11 يوليو 1999. نشط حزبياً في الحزب الجمهوري الكاليفورني ‏.